# Noćni leptir
Noćni leptir (falenopsis, moljac orhideje; lat. Phalaenopsis), rod orhideja iz Azije, dio je podtribusa Aeridinae. Latinsko ime roda dolazi iz grčke riječi “phalaina”, noćni leptir i opsis, “liči”, prema obliku cvjetova sličnih krilima velikog leptira. 
Postoje 74 vrste raširene od Himalaja i Indije na istok do Kine, Koreje i Japana i na jug do Queenslanda, uključujući i velike otoke Borneo, Sumatra i Nova Gvineja.

## Opis
Falenopsisi imaju kratku stabljiku koja nosi nekoliko širokih kožastih listova. Većina vrsta su epifitske, s debelim korijenjem i ne zahtijevaju tlo da bi preživjele; biljke u posudama obično se prodaju labavo ukorijenjene s drvenom sječkom. Cvjetni klas izbija iz baze biljke i ima jedan do nekoliko dugotrajnih cvjetova. Cvjetovi se sastoje od dvije bočne latice, središnje modificirane latice poznate kao labellum (usna), stupa u kojem se nalaze reproduktivne strukture i tri latice poput čašica. Cvjetovi nekih vrsta nakon oprašivanja pozelene. Kultivirane biljke zahtijevaju redovitu vlagu i gnojidbu i općenito cvjetaju jednom godišnje.
“Moljac orhideje” porijeklom je iz jugoistočne Azije i dijela Australije. Neke se vrste uzgajaju za komercijalnu trgovinu cvijećem i križaju kako bi se dobili hibridi s prekrasnim bijelim, ljubičastim i ružičastim cvjetovima. Mnoge hortikulturne vrste i hibride prilično je lako uzgajati i popularne su kućne biljke.

## Vrste
1. Phalaenopsis amabilis (L.) Blume
2. Phalaenopsis amboinensis J.J.Sm.
3. Phalaenopsis ×amphitrite Kraenzl.
4. Phalaenopsis aphrodite Rchb.f.
5. Phalaenopsis appendiculata Carr
6. Phalaenopsis bastianii O.Gruss & Roellke
7. Phalaenopsis bellina (Rchb.f.) Christenson
8. Phalaenopsis buyssoniana Rchb.f.
9. Phalaenopsis cacharensis (Barbhuiya, B.K.Dutta & Schuit.) Kocyan & Schuit.
10. Phalaenopsis celebensis H.R.Sweet
11. Phalaenopsis chibae T.Yukawa
12. Phalaenopsis cochlearis Holttum
13. Phalaenopsis corningiana Rchb.f.
14. Phalaenopsis cornu-cervi (Breda) Blume & Rchb.f.
15. Phalaenopsis deliciosa Rchb.f.
16. Phalaenopsis difformis (Wall. ex Lindl.) Kocyan & Schuit.
17. Phalaenopsis doweryensis Garay & Christenson
18. Phalaenopsis equestris (Schauer) Rchb.f.
19. Phalaenopsis fasciata Rchb.f.
20. Phalaenopsis fimbriata J.J.Sm.
21. Phalaenopsis finleyi Christenson
22. Phalaenopsis floresensis Fowlie
23. Phalaenopsis fuscata Rchb.f.
24. Phalaenopsis ×gersenii (Teijsm. & Binn.) Rolfe
25. Phalaenopsis gibbosa H.R.Sweet
26. Phalaenopsis gigantea J.J.Sm.
27. Phalaenopsis hieroglyphica (Rchb.f.) H.R.Sweet
28. Phalaenopsis honghenensis F.Y.Liu
29. Phalaenopsis hygrochila J.M.H.Shaw
30. Phalaenopsis inscriptiosinensis Fowlie
31. Phalaenopsis ×intermedia Lindl.
32. Phalaenopsis japonica (Rchb.f.) Kocyan & Schuit.
33. Phalaenopsis javanica J.J.Sm.
34. Phalaenopsis kapuasensis Metusala & P.O'Byrne
35. Phalaenopsis kunstleri Hook.f.
36. Phalaenopsis ×leucorrhoda Rchb.f.
37. Phalaenopsis lindenii Loher
38. Phalaenopsis lobbii (Rchb.f.) H.R.Sweet
39. Phalaenopsis ×lotubela O.Gruss, Cavestro & G.Benk
40. Phalaenopsis lowii Rchb.f.
41. Phalaenopsis lueddemanniana Rchb.f.
42. Phalaenopsis luteola Burb. ex Garay, Christenson & O.Gruss
43. Phalaenopsis maculata Rchb.f.
44. Phalaenopsis malipoensis Z.J.Liu & S.C.Chen
45. Phalaenopsis mannii Rchb.f.
46. Phalaenopsis mariae Burb.ex R.Warner & H.Williams
47. Phalaenopsis marriottiana (Rchb.f.) Kocyan & Schuit.
48. Phalaenopsis mentawaiensis O.Gruss
49. Phalaenopsis micholitzii Sander ex H.J.Veitch
50. Phalaenopsis mirabilis (Seidenf.) Schuit.
51. Phalaenopsis modesta J.J.Sm.
52. Phalaenopsis mysorensis C.J.Saldanha
53. Phalaenopsis natmataungensis (T.Yukawa, Nob.Tanaka & J.Murata) Dalström & Ormerod
54. Phalaenopsis pallens (Lindl.) Rchb.f.
55. Phalaenopsis pantherina Rchb.f.
56. Phalaenopsis parishii Rchb.f.
57. Phalaenopsis philippinensis Golamco ex Fowlie & C.Z.Tang
58. Phalaenopsis pulcherrima (Lindl.) J.J.Sm.
59. Phalaenopsis pulchra (Rchb.f.) H.R.Sweet
60. Phalaenopsis reichenbachiana Rchb.f. & Sander
61. Phalaenopsis robinsonii J.J.Sm.
62. Phalaenopsis ×rolfeana H.R.Sweet
63. Phalaenopsis rundumensis P.J.Cribb & A.L.Lamb
64. Phalaenopsis sanderiana Rchb.f.
65. Phalaenopsis schilleriana Rchb.f.
66. Phalaenopsis ×singuliflora J.J.Sm.
67. Phalaenopsis stobartiana Rchb.f.
68. Phalaenopsis stuartiana Rchb.f.
69. Phalaenopsis subparishii (Z.H.Tsi) Kocyan & Schuit.
70. Phalaenopsis sumatrana Korth. & Rchb.f.
71. Phalaenopsis taenialis (Lindl.) Christenson & Pradhan
72. Phalaenopsis tetraspis Rchb.f.
73. Phalaenopsis thailandica O.Gruss & Roeth
74. Phalaenopsis tsii (M.H.Li, Z.J.Liu & S.R.Lan) Hua Deng, Z.J.Liu & Yan Wang
75. Phalaenopsis ubonensis (O.Gruss) J.M.H.Shaw
76. Phalaenopsis ×valentinii Rchb.f.
77. Phalaenopsis ×veitchiana Rchb.f.
78. Phalaenopsis venosa Shim & Fowlie
79. Phalaenopsis violacea H.Witte
80. Phalaenopsis viridis J.J.Sm.
81. Phalaenopsis wilsonii Rolfe
82. Phalaenopsis yingjiangensis (Z.H.Tsi) Kocyan & Schuit.
83. Phalaenopsis zhejiangensis (Z.H.Tsi) Schuit.

## Vanjske poveznice
- Kako uzgojiti orhideje. Agroklub
- Phalaenopsis
- Neobičan leptir orhideje phalaenopsis